# 1952년 대한민국
이 문서는 1952년 대한민국에서 일어난 사건을 다룬다.

## 재임자
- 대통령 : 이승만
- 부통령 : 이시영 (~8월), 함태영 (8월~)

## 사건
- 1월 18일 - 이승만 대통령, 평화선을 선언함.
- 2월 1일 - 대한민국, 재향군인회가 창설됨.
- 3월 19일 - 광무신문지법(光武新聞紙法)이 폐기되다.
- 4월 24일 - 서민호 의원, 순천에서 서창선(徐昌善) 대위를 총으로 사살하다(서민호 의원 총격사건). 이 사건에서 유명한 '정당방위'가 성립되었다.
- 4월 25일 - 제1회 전국 시·읍·면 지방의회의원 선거가 치러지다.
- 5월 7일 - 거제도포로수용소 폭동사건: 거제도 포로수용소에서 공산포로들이 폭동을 일으키다.
- 5월 25일 - 부산, 경상남도, 전라남도, 전라북도에 계엄령이 발효되었다.
- 5월 26일 - 부산 정치 파동(개헌파동)이 일어나다.
- 6월 16일 - 한국항공대학교 설립.
- 7월 18일 - 중석불 사건(重石弗事件)이 국회에 비화(飛火)되어 조사위가 구성되다.
- 8월 5일 - 대한민국 제2대 대통령. 제3대 부통령 선거 실시, 대통령 이승만, 부통령 함태영 당선.
- 8월 7일 - 학술원.예술원 설치 등을 규정하는 '문화보호법' 제정.
- 8월 28일 - 대한민국과 일본 간에 독도 분쟁 첫 발생.
- 9월 1일 -  대한민국, 국군 징병제 실시.
- 9월 12일 - 한국전쟁: 중국과 소비에트 연방, 한국전쟁 휴전회담 공동선언 발표.
- 9월 24일 - 한국전쟁: 마크 클라크 유엔군총사령관, 한국방위수역선을 설정.
- 10월 8일 - 한국 전쟁: 대한민국, 휴전회담서 유엔측 무기한 연기 통고.
- 12월 3일 - 유엔총회, 한국전 포로문제에 관한 결의안 채택.

## 탄생
- 1월 1일 - 영화배우 안성기.
- 1월 5일 - 성우, 배우 장광.
- 1월 9일 - 대한민국 부산광역시장 서병수.
- 1월 28일 - 정치인 강창일.
- 2월 2일 - 대한민국 제18대 대통령 박근혜.
- 3월 14일 - 대한민국 육군 군의관 소령 출신 의과대학 산부인과 교수 및 의학박사 고민환.
- 3월 27일 - 가수 김정호.
- 4월 1일 - 희극인 이용식.
- 4월 2일 - 만화가 이진주.
- 4월 29일 - 대한민국 전라북도지사 송하진.
- 5월 8일 - 배우 이덕화.
- 5월 16일 - 탤런트 이계인.
- 5월 20일 - 성우 이정구.
- 5월 22일 - 야구 코치, 전 야구 선수 이종도.
- 6월 7일 - 대학 교수, 전 언론인 고영신.
- 6월 18일 - 기업인, SM 엔터테인먼트 대표이사 이수만.
- 6월 27일 - 가수 이용복.
- 6월 30일 - 물리학 교수 이성익
- 7월 10일 - 정치인, 36대 국무총리 이해찬.
- 7월 21일 - 방송인 강석.
- 8월 13일 - 가수 양희은.
- 9월 5일 - 배우 김영인.
- 9월 20일 - 배우 송용태
- 10월 3일 - 성우 김환진.
- 10월 5일 - 수영 선수 조오련.
- 10월 31일 - 코미디언, 영화배우 임하룡.
- 12월 15일 - 생물학자 황우석.
- 12월 20일 - 정치인 이낙연.

## 사망
- 10월 8일 - 육군 장교 김갑태.
- 11월 2일 - 한글학자 정태진.

## 같이 보기
- 1952년 대한민국의 영화 목록